# Japoński znak poczty

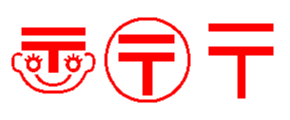
Różne odmiany znaku. Środkowy (〶) bywa używany do oznaczania urzędów pocztowych na mapach.

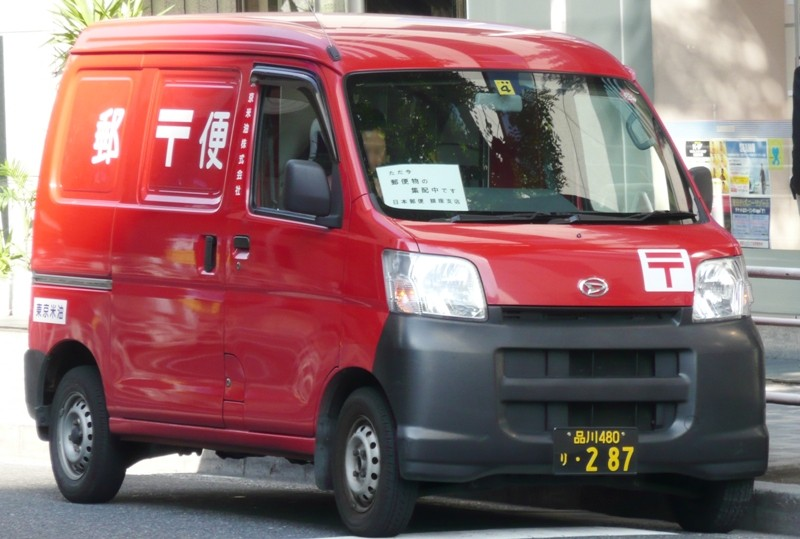
Znak 〒 na samochodzie japońskiej poczty.

Japoński znak poczty (〠, 〶,〒; jap. 郵便マーク, Yūbin māku - dosłownie znak poczty) – znak towarowy japońskiej poczty. Używany również w japońskim systemie kodów pocztowych (przed numerem kodu). Jest to stylizowany znak sylaby „te“ (テ) z sylabariusza katakana. Sądzi się też, iż może mieć związek ze słowem „teishin“ (逓信 komunikacja).

## Reprezentacja znaków w unikodzie
- 〠 — unicode: U+3020
- 〶 — unicode: U+3036
- 〒 — unicode: U+3012